# Nordyke Marmon & Company

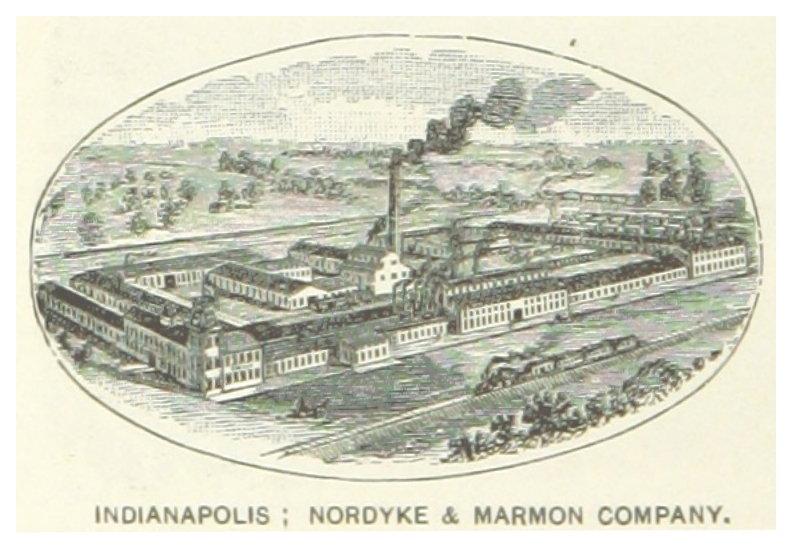
Die Nordyke & Marmon Company in Indianapolis. Zeitgenössische Darstellung von 1891

Nordyke Marmon & Company war ein Mühlenbaubetrieb in Indianapolis (Indiana). 
Die Geschichte der Firma beginnt 1851, als die Nordyke, Ham & Company in einer kleinen Werkstatt in Richmond (Indiana) mit der Herstellung von Mahlanlagen begann. Vorher hatte Ellis Nordyke, ein bekannter Mühlenbauer, in Richmond handgefertigte Mahlanlagen gebaut. Buhr-Mühlsteine aus Frankreich wurden zur Getreidemahlung eingeführt. 
1858 taten sich Addison H. Nordyke und sein Vater Ellison Nordyke zusammen und stellten Mehlmühlen her. Die Firma hieß E. & A. H. Nordyke und es gab nur ein kleines Fabrikgebäude hinter dem Privathaus von Ellis Nordyke. Dieses Geschäft wurde bis 1866 so fortgeführt; dann trat Daniel W. Marmon in die Firma ein und deren Name wurde in Nordyke Marmon & Company geändert. Um 1870 war die Firma ein bedeutender Mühlenbaubetrieb. Amos A. Hallowell trat 1875 in die Firma ein und blieb bis 1895.
Addison H. Nordyke blieb bis 1899 in der Firma aktiv und war danach noch bis 1904 Eigentümer und Direktor. Daniel W. Marmon blieb bis zu seinem Tode 1909 in der Firma.
1875 zog Nordyke Marmon & Company nach Indianapolis um, weil sie dort bessere Fertigungsmöglichkeiten und eine bessere Verkehrsanbindung vorfand. 1876 kaufte man die "Quaker City Works" in West Indianapolis, anschließend an die Indianapolis & Vincennes Railroad und die Belt Railroads. An diesem Standort wuchs die Firma weiter und wurde zum größten Mühlenbauer der USA.
Nordyke Marmon exportierte ihre Maschinen nach Kanada, Mexiko, Mittel- und Südamerika und stattete ganze Mehl-, Korn-, Mais-, Stärke- und Reismühlen aus und lieferte Elevatoren. Die Firma stellte Walzenmühlen, Stiftmühlen, Verpackungsanlagen, Mischanlagen, sowie Maschinen zur Verarbeitung von Reis, Mais und Stärke und Sondermaschinen her.
Die Marmon-Söhne, die nun Nordyke Marmon führten, waren mit den im späten 19. und frühen 20. Jahrhundert erhältlichen Automobilen nicht zufrieden. Daher bauten sie 1902 einen Luxuswagen, der ihren Vorstellungen entsprach. Howard Marmon gründete die Marmon Motor Car Company und baute Wagen bester Qualität und Zuverlässigkeit. Der Geschäftsbereich für Mühlen wurde 1926 an Allis-Chalmers verkauft.